# Elephas hysudricus
Elephas hysudricus є вимерлим видом слонів і був описаний на основі викопних останків, знайдених на пагорбах Сівалік. Воно жило в епохи пліоцену та плейстоцену.